# كينيث هاند
كينيث هاند (بالإنجليزية: Kenneth Hand) هو قاضي أمريكي، ولد في 6 مايو 1899، وتوفي في 9 أبريل 1988.